# Червоне озеро (Білорусь)
Червоне озеро (Князь-озеро, біл. Чырвонае возера) — озеро в Поліссі, на півночі Житковицького району Гомельської області Республіки Білорусь. Третє за площею озеро в країні, після озер Нароч та Освейського.
У Географічному словнику Королівства Польського назва озера — Жид, або Князь.
Розміри 12,1 × 5,2 км, витягнуто з північного заходу на південний схід. Середня глибина 0,7 м, максимальна — 4 м урізу води знаходиться на висоті 136,4 м. Мінералізація води 180–185 мг/л, прозорість 0,6 м. Рівень води в озері може коливатися до 0,8 м, досягаючи найвищої позначки в
в березні — квітні. Замерзає в листопаді — грудні, розкривається в другій половині березня — квітні. Має стік по дренажних каналах та річці Бобрик Другий здійснюється стік в Прип'ять. Береги низькі, торф'янисті, дно вкрите сапропелем.
Озеро багате рибою. Тут мешкає лящ, щука, окунь та інші види риб. По берегах живуть бобри, мешкає видра, рись, вовк, болотяна черепаха, сарна, ондатра, заєць білий, заєць сірий, ласка мала, горностай.